# Сванте Турессон
Сванте Турессон (швед. Svante Thuresson, 7 лютого 1937, Стокгольм, Швеція — 10 травня 2021) — шведський джазовий музикант, вокаліст, продюсер. Другий призер пісенного конкурсу «Євробачення 1966» у дуеті з Лілль Ліндфорс (з піснею Nygammal vals). Володар стипендії Моніки Зеттерлунд (2008).

## Життєпис
Сванте Турессон починав свою музичну кар'єру як барабанщик. У 1963 році він став учасником вокального секстету Gals and Pals, в результаті чого почав постійно з'являтися на телебаченні у різного роду концертах та ревю. В той же час Турессон брав участь у декількох пісенних фестивалях, зокрема разом з Лілль Ліндфорс він отримав право представляти Швецію на «Євробаченні 1966», де вони посіли друге місце, виконуючи пісню Nygammal vals.
У 70-х роках XX сторіччя Сванте Турессон свідомо дещо відійшов від популярної музики, почав займатися продюсуванням інших виконавців. Зокрема не без його допомоги було видано платівку Корнеліуса Вресвіка «Narrgnistor 2, En halv böj blues och andra ballader» у 1978 році. У другій половині 80-х років він гастролював у складі джазового квартету, втім згодом вирішив повернутися до естрадної музики.
У 2002 році побачила світ нова платівка Турессона «Nya kickar», матеріал для якої був написаний самим музикантом. А у 2007 році він здійснив другу спробу потрапити на «Євробачення», виконавши на відбірковому шведському конкурсі дуетом з Анне-Лі Риде пісню First Time, яка втім посіла лише 6те місце у одному з півфіналів. У 2011 році вийшли одразу два альбоми співака: «Regionala nyheter: Stockholmsdelen» та «En cool jul».